# Janet Fallis
Janet Fallis (...) è un'ex tennista australiana.

## Carriera
In carriera ha raggiunto una finale di doppio al New South Wales Open nel 1974, in coppia con Pam Whytcross. Nei tornei del Grande Slam ha ottenuto il suo miglior risultato raggiungendo i quarti di finale di doppio agli Australian Open nel 1971, in coppia con la connazionale Janet Young.

## Statistiche

### Doppio

#### Finali perse (1)
| Numero | Anno           | Torneo                       | Superficie | Compagna      | Avversarie in finale          | Punteggio |
| 1.     | 7 gennaio 1974 | New South Wales Open, Sydney |            | Pam Whytcross | Ann Kiyomura Kazuko Sawamatsu | 3-6, 3-6  |